# Frank Overton
Francis Emmons Overton, detto Frank (Babylon, 12 marzo 1918 – Pacific Palisades, 24 aprile 1967), è stato un attore statunitense.
Nel 1950 iniziò la sua carriera prendendo parte soprattutto in ruoli televisivi; al cinema è noto per aver recitato nel film Il buio oltre la siepe con Gregory Peck.
È stato sposato dal 1952 fino alla morte con la ballerina Phyllis Hill.
È morto nel 1967, a soli 49 anni, per un infarto.

## Filmografia parziale

### Cinema
- La vera storia di Jess il bandito (The True Story of Jesse James), regia di Nicholas Ray (1957)
- Non desiderare la donna d'altri (Lonelyhearts), regia di Vincent J. Donehue (1958)
- Desiderio sotto gli olmi (Desire Under the Elms), regia di Delbert Mann (1958)
- Le otto celle della morte (The Last Mile), regia di Howard W. Koch (1959)
- Fango sulle stelle (Wild River), regia di Elia Kazan (1960)
- Il buio in cima alle scale (The Dark at the Top of the Stairs), regia di Delbert Mann (1960)
- La squadra infernale (Posse from Hell), regia di Herbert Coleman (1961)
- Un pugno di fango (Claudelle Inglish), regia di Gordon Douglas (1961)
- Il buio oltre la siepe (To Kill a Mockingbird), regia di Robert Mulligan (1962)
- A prova di errore (Fail-Safe), regia di Sidney Lumet (1964)

### Televisione
- The Alcoa Hour – serie TV, episodi 1x14-2x25 (1956-1957)
- Una donna poliziotto (Decoy) – serie TV, episodio 1x04 (1957)
- Peter Gunn – serie TV, episodio 2x35 (1960)
- Thriller – serie TV, episodio 1x02 (1960)
- Avventure in paradiso (Adventures in Paradise) – serie TV, episodio 1x17 (1960)
- Bus Stop – serie TV, episodio 1x11 (1961)
- Scacco matto (Checkmate) – serie TV, episodio 2x22 (1962)
- The Nurses – serie TV, 2 episodi (1962-1963)
- Il virginiano (The Virginian) – serie TV, 3 episodi (1962-1967)
- Ai confini della realtà (The Twilight Zone) – serie TV, episodio 4x05 (1963)
- The Dick Powell Show – serie TV, episodio 2x24 (1963)
- Star Trek – serie TV, episodio 1x24 (1967)
- Bonanza – serie TV, episodio 8x31 (1967)

## Doppiatori italiani
- Pino Locchi in Fango sulle stelle, A prova di errore
- Carlo Romano in Il buio oltre la siepe